# Quinto Lutacio Cátulo (cónsul 78 a. C.)
Quinto Lutacio Cátulo (Latín: Quintus Lutatius Q. F. Q. N. Catulus; c. 120 – 61 a. C.), también llamado Capitolino, era el hijo de Quinto Lutacio Cátulo. Fue proscrito por Mario en 87 a. C. igual que su padre y heredó un odio profundo hacia Cayo Mario, a consecuencia de ello percibió muchos apoyos de la aristocracia. 

## Carrera política
En 78 a. C. fue cónsul con Marco Emilio Lépido que, tras la muerte de Lucio Cornelio Sila, propuso derogar toda la constitución de Sila, el restablecimiento de la distribución de grano, la llamada a Roma de los desterrados, y otras tantas medidas democráticas. Cátulo se opuso a esto vehementemente, teniendo éxito.
Pero Lépido, teniendo un buen contingente de tropas en la Galia Transalpina, volvió a Roma a la cabeza de un ejército. Cátulo lo derrotó en el Campo de Marte y en Etruria y Lépido escapó a Sardinia (la actual Cerdeña), donde murió poco después. Cátulo, aunque leal a su facción y a sus principios, denunció las prácticas corruptas del Senado y el hecho de que tuviera el derecho exclusivo de actuar como juez en los procesos penales.
En el año 70 a. C. estuvo en contra de la iniciativa de Pompeyo para la restauración de los privilegios de los tribunos. En 67 a. C. y 66 a. C., Cátulo se opuso sin éxito a una nueva constitución, a las leyes de Gabinio y Manilio, que conferían poderes y mandos especiales a Cneo Pompeyo Magno. En 65 a. C. Cátulo fue elegido censor con Marco Licinio Craso como colega y se opuso al deseo de Craso de convertir a Egipto en tributario de Roma, y tan firme fue en el mantenimiento de su posición, que al final ambos renunciaron a realizar nada durante su censura.
Durante la conspiración de Catilina (63 a. C.) apoyó enérgicamente a Cicerón y, según Salustio, quiso implicar en la revuelta a Cayo Julio César, seguramente por rencor, puesto que César lo había derrotado en las elecciones a Pontífice Máximo.
Luego, cuando era pretor (62 a. C.) César le acusó de malversar dinero público destinado a la reconstrucción del Capitolio que se había quemado durante la guerra civil (año 83 a. C.) y propuso privarle del cargo de comisario para la restauración de edificios, cargo que tenía desde la muerte de Sila. Los seguidores de Cátulo presionaron a César, que retiró los cargos.[cita requerida] De esta forma, el nombre de Cátulo se relacionó con el Capitolio y su nombre quedó inscrito en el templo hasta que fue destruido de nuevo por el fuego en el reinado de Vitelio. 
Según Dión Casio fue Princeps Senatus en el momento de la lex Gabinia.
A pesar de no ser un político especialmente habilidoso, Cátulo ejercía una notable influencia sobre los senadores gracias a su coherencia política y su indudable compromiso de proteger el Estado. Cátulo murió durante el consulado de Metelo Celer, en 60 a. C.